# Monaeses mukundi
Monaeses mukundi es una especie de araña cangrejo del género Monaeses, familia Thomisidae. Fue descrita científicamente por Tikader en 1980.

## Distribución
Esta especie se encuentra en India.